# Mentha asiatica
Espèce
Classification phylogénétique
Mentha asiatica est une espèce de plante de la famille des Lamiaceae.
On trouve parfois l'espèce nommée « menthe asiatique » en français. Cette appellation provient sans doute d'une traduction littérale du nom scientifique. Elle est à éviter : ce n'est pas la seule menthe d'origine asiatique.
M. asiatica Boriss. est conspécifique avec Mentha longifolia par les marqueurs AFLP si bien que Tucker et Naczi n'en reconnaissent pas l'existence.

## Répartition, habitat
Mentha asiatica se rencontre de l'Asie centrale jusqu'à la Chine sur les berges de cours d'eau, les remblais humides, du niveau de la mer jusqu'à 3 100 mètres d’altitude.

## Phytothérapie
Utilisation :
- l'huile essentielle est antiseptique (traitement des fièvres), toxique à haute dose ;
- effet bénéfique sur la digestion ;
- effet sur les maux de tête ;
- peut provoquer des avortements à haute dose.

Méthode d'utilisation :
- huile essentielle ;
- thé à la menthe thérapeutique.